# Kamjanobrid
Kamjanobrid (ukrainisch Кам'янобрід; russisch Каменноброд Kamennobrod, polnisch Kamienobród) ist ein Dorf in der westukrainischen Oblast Lwiw mit etwa 1300 Einwohnern.
Am 12. Juni 2020 wurde das Dorf ein Teil neu gegründeten Stadtgemeinde Nowojaworiwsk im Rajon Jaworiw; bis dahin bildete es die Landratsgemeinde Kamjanobrid (Кам'янобрідська сільська рада/Kamjanobridska silska rada) im Rajon Jaworiw.

## Geschichte
Der Ort wurde im Jahre 1389 als Camenobrod erwähnt, und dann später als Camyonibrod (1456), Camyonbrod (1490), Camyonobrod (1515), Kamionobrod (1578). Der Name ist zweiteilig: Kamjan - Stein, brid - Furt.
Er gehörte zunächst zum Lemberger Land in der Woiwodschaft Ruthenien der Adelsrepublik Polen-Litauen und war im Mittelalter ethnisch polnisch, d. h. die Namen der Einwohner waren in den damaligen historischen Quellen überwiegend polnisch.
Bei der Ersten Teilung Polens kam das Dorf 1772 zum neuen Königreich Galizien und Lodomerien des habsburgischen Kaiserreichs (ab 1804). Im Jahre 1900 hatte die Gemeinde Kamienobród 128 Häuser mit 775 Einwohnern, davon 687 ruthenischsprachige, 88 polnischsprachige, 666 griechisch-katholische, 81 römisch-katholische, 25 Juden, 2 anderen Glaubens.
Nach dem Ende des Polnisch-Ukrainischen Kriegs 1919 kam die Gemeinde zu Polen. Im Jahre 1921 hatte sie 140 Häuser mit 818 Einwohnern, davon 724 Ruthenen, 94 Polen, 758 griechisch-katholische, 58 römisch-katholische, 2 evangelische.
Im Zweiten Weltkrieg gehörte der Ort zuerst zur Sowjetunion und ab 1941 zum „Generalgouvernement“, ab 1945 wieder zur Sowjetunion, heute zur Ukraine.